# 沃克納博鎮區 (明尼蘇達州艾特金縣)
沃克納博鎮區（英語：Waukenabo Township）是位於美國明尼蘇達州艾特金縣的一個行政鎮區。

## 地方資料
沃克納博鎮區的面積為94.00平方千米，當中陸地面積為86.00平方千米，而水域面積為8.00平方千米。根據2020年美國人口普查的數據，當地共有人口312人，而人口密度為每平方千米3.32人。